# Stenachroia
Stenachroia är ett släkte av fjärilar. Stenachroia ingår i familjen mott.
Kladogram enligt Catalogue of Life:
| Stenachroia | \| \| Stenachroia elongella \| \| \| \| \| \| Stenachroia myrmecophila \| \| \| \| |
|             | \| \| Stenachroia elongella \| \| \| \| \| \| Stenachroia myrmecophila \| \| \| \| |
|             | Stenachroia elongella                                                              |
|             |                                                                                    |
|             | Stenachroia myrmecophila                                                           |
|             |                                                                                    |